# Sant Martí de Poià
Sant Martí de Poià va ser una capella a la vall de Poià o de Betlem, a Badalona, documentada entre els segles xii i xiv.
Se'n desconeix el lloc exacte ni els seus orígens. Josep Maria Cuyàs i Tolosa situa la construcció en l'època de la conquesta de Barcelona, moment en què els francs haurien fundat esglésies i capelles advocades als seus sants titulars, amb Sant Martí de Tours com un dels més populars. La capella està documentada a partir del segle xii, la primera aparició documental data de 1143: apareix en el testament de Maria Rigolf, la qual va llegar un camp a les esglésies de Santa Maria de Badalona i de Sant Martí de Poià, ambdues a la parròquia de Badalona, en el terme de Sistril (Sistrells), a la zona de la Llacuna. El 1153 es troba inclosa en la descripció d'unes propietats que confrontaven amb la muntanya de Sant Martí de Poià i amb el lloc de Poiano. El 1329 encara subsistia, perquè està documentada en una donació de 3 diners a la capella de Sant Martí que fa Berenguer Mataró de la parròquia de Badalona.
Mossèn Josep Mas apunta en la seva obra que, segons les confrontacions dels documents, que la capella de Sant Martí havia estat en el lloc on s'aixeca el monestir de Sant Jeroni de la Murtra, que va substituir l'antiga construcció. No obstant, la documentació no aporta prou dades i tampoc hi ha hagut cap excavació arqueològica per a saber la possible situació de la capella de Sant Martí. Font i Cussó va aportar una altra dada: un document de 1725, en el qual el propietari del mas Rovira, l'actual can Butinyà, demanava fer una completa renovació del mas i hi feia constar: «Ego Dor. Phelipe Butinyà y Modonell ciudadano de Barna. digo que en el término y parroquia del lugar de San Martín de Badalona…»; també oferia una altra possibilitat dient que la Villa Poiano podia haver estat situada a la Torre Pallaresa, originalment situada al terme de Badalona i avui a Santa Coloma de Gramenet, perquè es creia d'origen romà o fins i tot a can Butinyà, sense oblidar la teoria de Josep Mas sobre la successió del monestir, el qual succeí igualment el mas conegut com a Sa Murtra, moment en què es pensa que Sant Martí ja no existia, perquè quan va arribar a la vall l'orde dels jerònims no tenia on resar o meditar.